# Бемба (язык)
Бе́мба (бемба: chibemba [tʃiβɛmba]) — язык группы банту, распространённый в основном на севере Замбии, главным образом в Северной провинции, а также в провинциях Луапула и Коппербелт. Бемба — этнический язык народа бемба, но также распространён как лингва-франка, особенно в городах. Достаточно много носителей бемба проживают в Демократической Республике Конго, к северу от основного ареала бемба, а также, вероятно, в Зимбабве, Малави, Ботсване. Среди основных диалектов — бвиле (на границе Замбии и ДРК), ауши, таабва, рунгу (в основном в ДРК), шила (на юге ареала), собственно бемба. Городской вариант бемба характеризуется большим числом заимствований из английского, может называться chiKopabeeluti (от названия провинции Коппербелт), chiTauni («городской»).
Фонологический и грамматический строй типичны для языков банту. В фонологии отмечено противопоставление кратких и долгих гласных. Звонкие взрывные [b] и [d] выступают только как аллофоны /p/ и /l/ после носовых согласных, отсутствует сонант [w], однако существует звонкий губно-губной спирант [β] (пишется b). Как и в других языках банту, в фонологии большую роль играет тон, различаются тонированные и нетонированные основы. Развитая система именных классов (всего 20 классов), существуют диминутивные и аугментативные классы, причем их показатели могут присоединяться к словоформам, уже оформленным по классу: umu-ti 'дерево', aka-mu-ti 'деревце'. В видо-временной системе различаются три граммемы временной дистанции в прошедшем времени и две — в будущем. Порядок слов SVO, согласование с субъектом и иногда с объектом. Лексика характеризуется большим числом заимствований из суахили (umushikaali 'солдат', суахили askari, в конце концов из арабского), английского (akaetulo 'чайник', англ. kettle, insookoshi 'носки', англ. socks), африкаанс (через шахтёрский пиджин; pasoopi 'берегись!', африк. pas op).